# Harald Lange
Olof Harald Vilhelm Lange, född 6 augusti 1915 i Borås, död 4 januari 1997 i Göteborg, var en svensk ingenjör.
Lange, som var son till direktör Arthur Lange och Ewa Stenström, utexaminerades från Kungliga Tekniska högskolan 1938 och blev teknologie licentiat där 1952. Han blev mariningenjör 1938, marindirektör 1951, konstruktionschef vid Marinverkstäderna i Karlskrona 1955, bedrev forskning vid AB Atomenergi 1957, blev sektionschef där 1959, vid Kockums Mekaniska Verkstads AB i Malmö 1962, avdelningschef där 1964 och var professor i skeppsmaskinteknik vid Chalmers tekniska högskola 1967–1981. Lange är gravsatt på Nya Varvets kyrkogård i Göteborg.